# Assédio sexual nas Forças Armadas

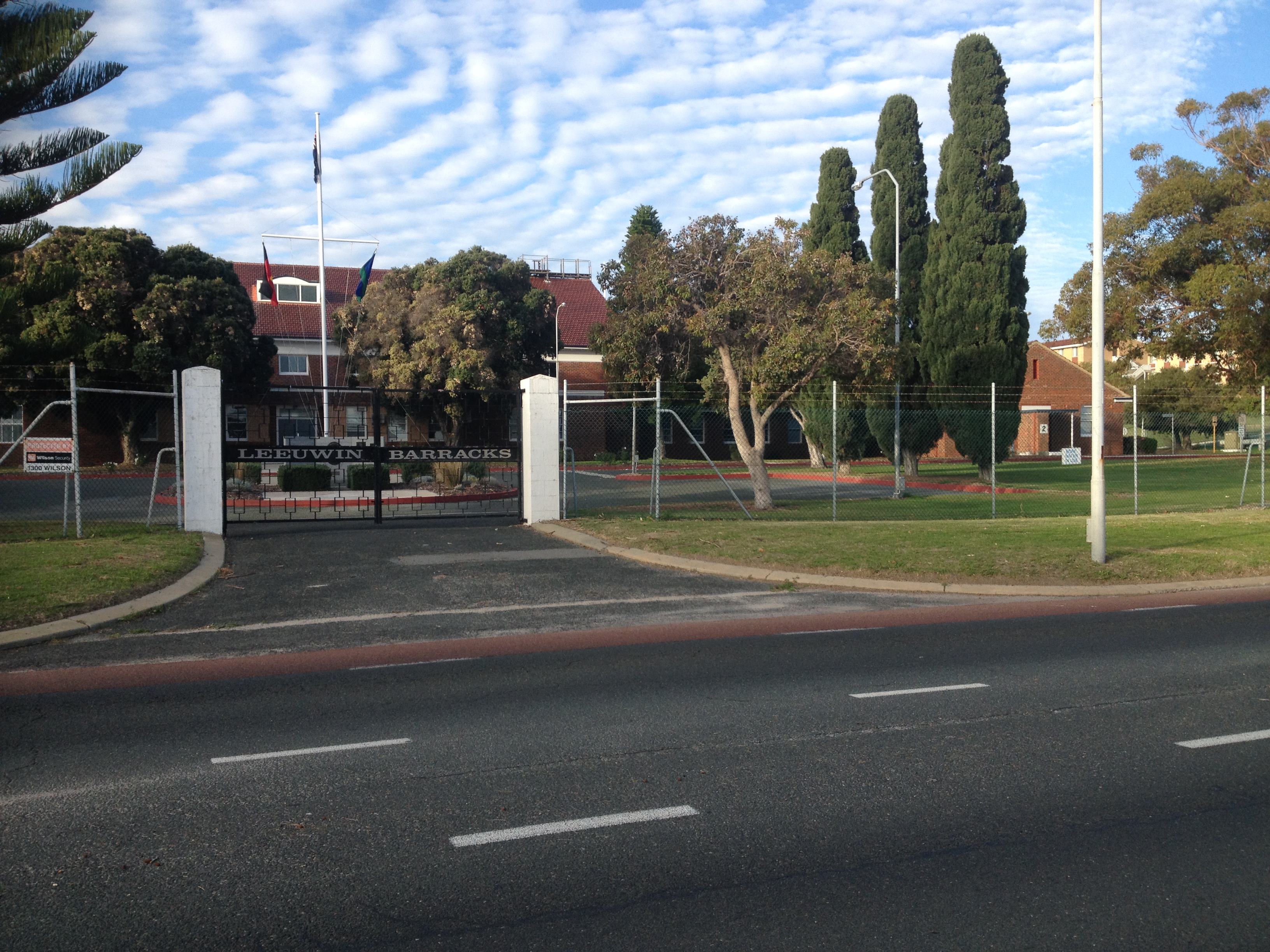
Quartel Leeuwin, Austrália, local de abuso sexual generalizado de recrutas infantis da Marinha entre 1967 e 1971

Assédio sexual nas Forças Armadas é o comportamento sexual indesejado, experimentado como ameaçador, ofensivo ou, de outra forma, perturbador, que ocorre em ambiente militar.
O Assédio sexual é mais comum na vida militar do que na vida civil. Mulheres e homens das Forças Armadas sofrem com comportamentos indesejados de forma desproporcional; particularmente, mulheres e meninas mais jovens. Outros grupos de alto risco incluem parceiros de militares, cadetes menores e detidos detidos.
Fatores de risco característicos de um ambiente militar incluem a baixa idade média do pessoal, os locais de trabalho isolados, o status minoritário das mulheres, as relações hierárquicas de poder, uma cultura de conformidade, a predominância de valores e comportamentos tradicionalmente masculinos e uma cultura de consumo excessivo de álcool.
O assédio é particularmente comum em determinados ambientes, notadamente em centros de treinamento militar inicial e teatros de guerra.
A experiência de assédio pode ser traumática. Ela aumenta o risco de doenças mentais relacionadas ao estresse, particularmente o transtorno de estresse pós-traumático (TEPT). No entanto, normalmente a maioria dos alvos opta por não formalizar uma denúncia, por temer represálias se o fizerem.
Apesar do desenvolvimento de programas de prevenção nos últimos anos, estatísticas oficiais no Canadá, no Reino Unido e nos Estados Unidos apontam taxas crescentes de assédio sexual nas Forças Armadas.

## Definições
Assédio sexual é o comportamento sexual indesejado, vivenciado como ameaçador ou de outra forma perturbador. Definições adotadas pelas Forças Armadas estaduais incluem:
- Forças Armadas Australianas: Investidas ou solicitações sexuais indesejadas dirigidas a outra pessoa.[2]
- Exército Britânico: Conduta de natureza sexual indesejada ou outra conduta que afete a dignidade de mulheres e homens no ambiente de trabalho.[3]
- Forças Armadas Canadenses: Conduta imprópria direcionada a outros, que o autor deveria razoavelmente saber que seria ofensiva.[4]
- Forças Armadas dos Estados Unidos: Investidas sexuais indesejadas e outros comportamentos de natureza sexual.[5]

## Comportamentos
O assédio sexual nas Forças Armadas abrange um amplo espectro de comportamentos.
Comportamentos não direcionados são aqueles que não têm alvo pessoal, mas que afetam o ambiente de trabalho, como piadas sexistas e de cunho sexual e a exibição em destaque de material pornográfico.
Comportamentos direcionados têm como alvo um ou mais indivíduos, tais como rituais de trote, investidas sexuais indesejadas e agressão sexual.
Pesquisas no Canadá constataram que uma cultura militar de assédio sexual não direcionado aumenta o risco de assédio sexual e agressão direcionados.

### Exemplos de casos
Uma mulher do Exército Britânico disse a pesquisadores em 2006:
Uma amiga estava participando de um exercício quando um grupo de homens colocou sua cabeça num balde de água e, a cada vez que ela emergia para respirar, tinha que repetir "Eu sou inútil e sou mulher". Ela contou a história e disse que era uma brincadeira, mas pude perceber que estava abalada.
A Revisão Deschamps de 2015 constatou atitudes degradantes e disseminadas contra as mulheres nas Forças Armadas Canadenses:
As entrevistadas relataram que frequentemente lhes era dito para "deixarem de ser frouxas" e para "deixarem suas bolsas em casa" [...] O uso da palavra "buceta", por exemplo, é comum, e piadas sobre estupro são toleradas. [...] Uma atitude recorrente é que, em vez de serem soldados, marinheiras ou aviadoras, as mulheres são rotuladas como "princesa do gelo", "vadia" ou "puta". Outro ditado é que as mulheres ingressam nas CAF "para encontrar um homem, para deixar um homem ou para se tornarem homem".
Uma mulher do Exército Francês foi estuprada por seu oficial superior:
Foram meses até que eu conseguisse pronunciar a palavra "estupro"... Eu me culpei. Disse: "Somos treinadas para o combate corpo a corpo. Por que não o detive?" Mas quando isso acontece, você fica aterrorizada.
Muitos incidentes de assédio sexual e agressão sexual nas Forças Armadas dos EUA foram documentados. Por exemplo:
Quando uma mulher do Exército dos EUA participou de um treinamento de conscientização sobre assédio sexual, o oficial superior que ministrava a aula perguntou aos participantes se eles flertariam com "uma garota nua e embriagada no banco fora do seu quartel", acrescentando: "você não deveria, mas provavelmente eu faria".
A senadora dos EUA, Martha McSally, ex-membro da Força Aérea dos EUA e a primeira piloto a participar de operações de combate, testemunhou em uma reunião do Senado que foi estuprada por um oficial superior. McSally explicou que nunca denunciou o incidente por falta de confiança no sistema de justiça militar. Ela acrescentou que se culpava e, embora se considerasse forte, sentia-se impotente.
O escândalo da Associação Tailhook da Marinha dos EUA expôs múltiplos atos de violência sexual durante a convenção anual de aviadores em Las Vegas. A tenente Paula Puopolo (então Coughlin) denunciou um ritual de trote, no qual oficiais masculinos se alinhavam no corredor do terceiro andar do hotel da convenção para assediar e agredir mulheres que passavam. Em 1991, os homens agrediram sexualmente 83 mulheres, incluindo Puopolo, e sete homens. Conforme noticiado pelo Wall Street Journal:
Puopolo diz que até 200 aviadores desgrenhados a atacaram. Ela foi afagada e passada de um grupo de mãos que a apalpavam para outro, antes de ser largada no chão. No café da manhã, Puopolo relatou o incidente a [Contra-Almirante] Snyder, ele próprio ex-presidente da associação. "Ele disse que é o que acontece quando você atravessa um corredor repleto de aviadores embriagados", recorda.

## Alvos principais

### Pessoal feminino
Embora alguns homens também sofram assédio sexual, as mulheres são muito mais frequentemente alvos.
Mulheres e meninas jovens enfrentam um risco maior, conforme pesquisas realizadas nos Estados Unidos, Reino Unido, Canadá e França. Por exemplo, meninas com menos de 18 anos nas Forças Armadas Britânicas tinham dez vezes mais probabilidade, do que suas colegas civis da mesma idade, de serem vítimas de um delito sexual em 2021.

### Parceiros íntimos
Em 2022, uma pesquisa realizada nas Forças Armadas do Reino Unido constatou que a experiência de violência por parceiro íntimo (VPI), categoria que inclui o abuso sexual, era três vezes mais prevalente entre os parceiros de militares do que entre os de civis. Dez por cento dos homens e sete por cento das mulheres informaram aos pesquisadores que haviam abusado de seus parceiros nos 12 meses anteriores. O estudo constatou que o abuso físico e sexual de parceiros era particularmente comum entre aqueles que tinham experiências traumáticas de guerra.

### Cadetes menores
Organizações de cadetes, comuns em todo o mundo, são organizações juvenis militares presentes em comunidades e escolas. Evidências do Reino Unido, onde centenas de denúncias de abuso sexual de cadetes foram registradas desde 2012, e do Canadá, onde uma em cada dez denúncias de agressão sexual nas Forças Armadas provêm das organizações de cadetes, indicam que essas instituições são suscetíveis a uma cultura de assédio sexual.

### Detidos
Indivíduos detidos por militares são particularmente vulneráveis ao assédio sexual. Durante a Guerra do Iraque, por exemplo, militares do Exército dos EUA e da Central Intelligence Agency (CIA) cometeram múltiplas violação de direitos humanos contra detidos na prisão de Abu Ghraib, incluindo estupro, sodomia e outras formas de abuso sexual. De forma similar, dois homens iraquianos detidos em um navio de guerra da Coalizão no início da guerra foram obrigados a se despir e sofreram humilhação sexual.

## Prevalência
Embora a prevalência varie conforme o país, o ramo militar e outros fatores, estatísticas oficiais e pesquisas revisadas por pares do Canadá, França, Reino Unido e Estados Unidos indicam que entre um quarto e um terço das mulheres militares nesses países sofrem assédio sexual no trabalho pelo menos uma vez por ano.
Ambientes de treinamento militar são caracterizados por um nível particularmente elevado de assédio e agressão sexual, se comparados tanto à população civil quanto a outros ambientes militares.
Pesquisas adicionais mostram um aumento na perpetrização durante e após o desdobramento em operação militar.
Estudos sobre assédio sexual constataram que ele é notavelmente mais comum em ambientes militares do que civis. Por exemplo, entre 2015 e 2020, meninas com 16 ou 17 anos nas Forças Armadas Britânicas tinham o dobro da probabilidade, em comparação com suas colegas civis da mesma idade, de relatar estupro ou outra agressão sexual.

## Fatores de risco
Diversas razões têm sido apontadas para a alta prevalência de assédio sexual nas Forças Armadas.
Um estudo canadense constatou que fatores de risco chave em ambientes militares são a baixa idade média do pessoal, a localização isolada das bases, o status minoritário das mulheres e o número desproporcional de homens em posições de comando.
Uma ênfase nas organizações militares na conformidade, na obediência e nas relações hierárquicas de poder contribui para aumentar o risco, especialmente para o pessoal de baixa patente, que é menos capaz de resistir às expectativas inapropriadas impostas a ele.
Valores e comportamentos tradicionalmente masculinos, que são recompensados e reforçados em ambientes militares, também desempenham um papel.
No Reino Unido, a Revisão Wigston de 2019 sobre comportamentos sexuais inapropriados nas Forças Armadas apontou que diversos fatores militares contribuíam para o risco: "unidades coesas que se percebem como 'elite'; culturas masculinas com baixa diversidade de gênero; gradientes de patente; gradientes etários; controles fracos ou inexistentes, especialmente após longos períodos operacionais; e o consumo de álcool."

## Efeitos
Mulheres afetadas pelo assédio sexual têm maior probabilidade, do que outras mulheres, de sofrer doenças mentais relacionadas ao estresse posteriormente.
Pesquisas nos EUA constataram que, quando o abuso sexual de mulheres militares era psiquiatricamente traumático, as chances de desenvolver TEPT após o desdobramento em operações aumentavam nove vezes, e as chances de suicídio mais que dobravam.
Pesquisas nos EUA também constataram que o pessoal afetado pelo assédio sexual tem uma probabilidade um pouco menor de desenvolver depressão ou TEPT se uma denúncia formal resultar em ações efetivas para solucionar o problema.

## Respostas institucionais

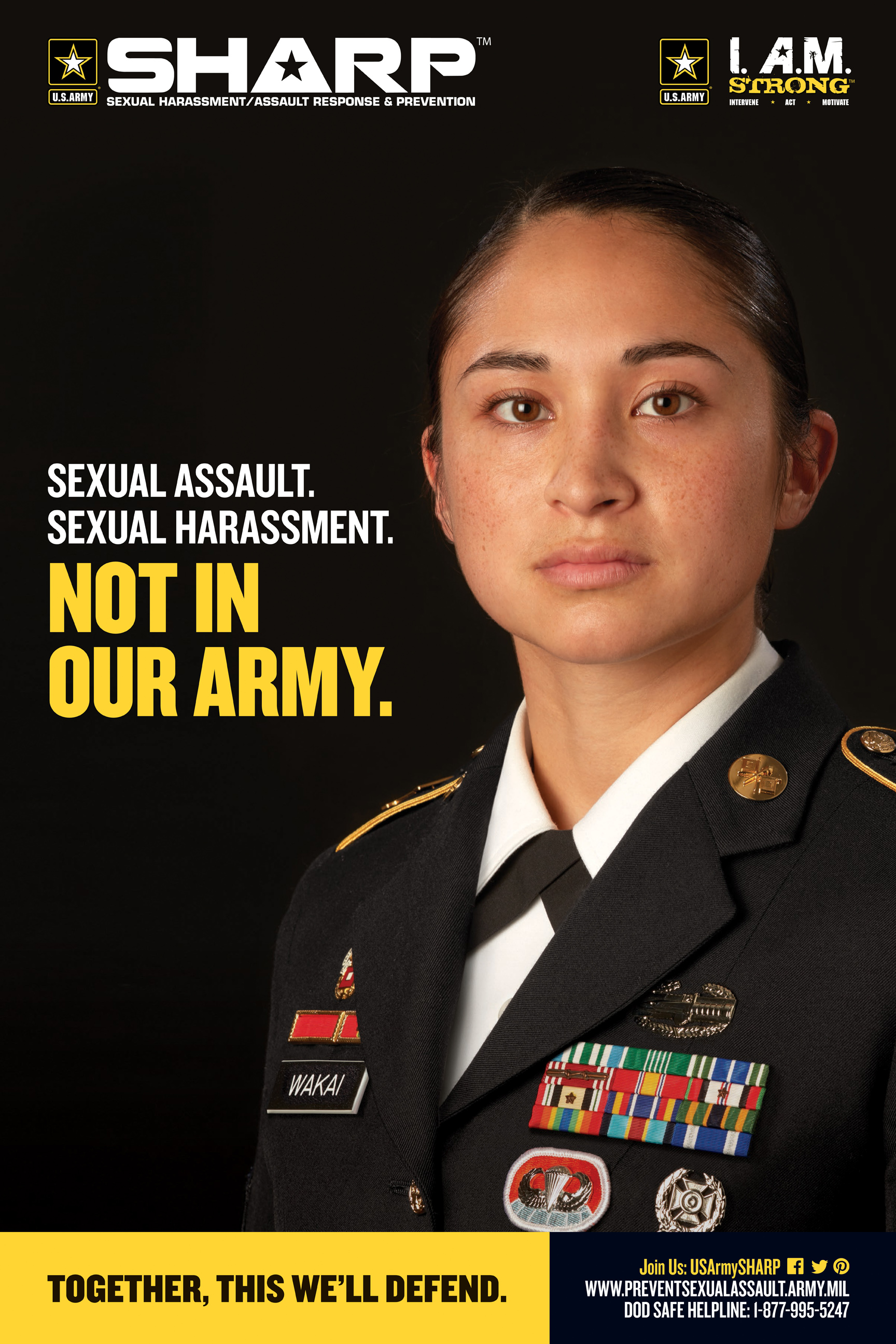
Cartaz criado pelo Exército dos EUA por meio do Sexual Harassment/Assault Response & Prevention (SHARP)

As lideranças militares de alguns países começaram a reconhecer a existência de uma cultura de conduta sexual inadequada entre os militares. Por exemplo:
- As Forças Armadas Britânicas realizaram, em co-parceria, seu primeiro estudo formal sobre o problema em 2006.[12] Em 2016, o chefe do Exército Britânico observou que a cultura dos soldados permanecia "excessivamente sexualizada" e comprometeu-se a reduzir a extensão da conduta sexual inadequada.[56]
- Em 2016, após um amplo estudo revelar a disseminação de assédio sexual e agressões nas Forças Armadas Canadenses, o General Jonathan Vance – Chefe do Estado-Maior da Defesa – reconheceu: "Comportamento sexual prejudicial é um problema real em nossa instituição."[57]
- Os EUA criaram, em 2005, o Escritório de Prevenção e Resposta a Agressões Sexuais, que apresenta relatórios anuais.[58] Em 2019, o Secretário de Defesa, Lloyd Austin, afirmou, contudo, que os esforços de prevenção ainda estão "muito aquém do necessário para efetuar mudanças duradouras".[49]

Como o número de denúncias oficiais representa apenas uma fração da incidência de assédio sexual, as Forças Armadas comprometidas em reduzir essa prevalência elaboram estimativas periódicas de sua extensão real por meio de pesquisas anônimas.
Outras iniciativas de prevenção, que variam de país para país, incluem treinamentos para intervenção de terceiros e de diversidade, além de linhas de apoio. Apesar dessas medidas, estatísticas oficiais no Canadá, Reino Unido e EUA demonstram taxas altas e crescentes de assédio sexual ao longo da última década.

## Barreiras para a reparação
O pessoal militar frequentemente é relutante em denunciar incidentes de conduta sexual inadequada:
- Um relatório oficial das Forças Armadas Australianas concluiu que as mulheres afetadas pelo assédio eram menos propensas a registrar uma denúncia, pois não esperavam uma resposta séria.[25]
- Leila Minano, coautora de um livro que documenta abusos sexuais nas Forças Armadas Francesas, comentou que as mulheres são sistematicamente desencorajadas de apresentar denúncias, sendo frequentemente transferidas de sua unidade se o fizerem.[13]
- O ombudsman das Forças Armadas Canadenses confirmou que as mulheres temem as consequências caso denunciem um delito sexual à sua cadeia de comando: "O medo de represálias é evidente", afirmou em 2014.[40] Em 2015, a Revisão Deschamps relatou que uma das principais razões pelas quais os militares não apresentam queixa é o receio de prejuízos à carreira, e que muitos denunciantes, de fato, enfrentaram represálias.[4]
- Um relatório oficial sobre assédio sexual no Exército Britânico em 2015 constatou que quase metade dos militares que sofreram experiências "perturbadoras" de assédio sexual não denunciaram à sua cadeia de comando por temer prejuízo à carreira.[3] Um importante relatório do Comitê de Defesa da Câmara dos Comuns em 2021 pediu ao Ministério da Defesa que "remova completamente a cadeia de comando das denúncias de natureza sexual".[9]
- Nas Forças Armadas dos EUA, um estudo de 2016 constatou que 58% das mulheres que denunciaram condutas inadequadas de colegas afirmaram ter sofrido retaliação.[59] O Departamento de Defesa estimou em 2017 que duas em cada três vítimas de agressão sexual não denunciam o ocorrido.[8]

## Assédio sexual nas Forças Armadas: exemplos por país

### Austrália
Relatos generalizados de assédio sexual nas Forças Armadas Australianas levaram à criação da Defence Abuse Response Taskforce para investigar denúncias feitas por mulheres entre 1991 e 2011. Foram registradas 2.439 denúncias, das quais 1.751 foram consideradas plausíveis.
Foi estabelecida, em 2012, uma Comissão Real sobre abuso sexual infantil institucional, que investigou alegações generalizadas de abusos históricos na marinha. A Comissão coletou depoimentos de 8.000 indivíduos e, em 2017, reportou que muitos recrutas de ambos os sexos, a partir dos 15 anos, haviam sido repetidamente abusados sexualmente por recrutas mais velhos entre 1967 e 1971, inclusive por meio de estupros coletivos anais, e, em alguns casos, os recrutas mais jovens foram forçados a cometer estupro uns contra os outros. A prática era "tolerada" pelo alto escalão, segundo a Comissão.

### Canadá

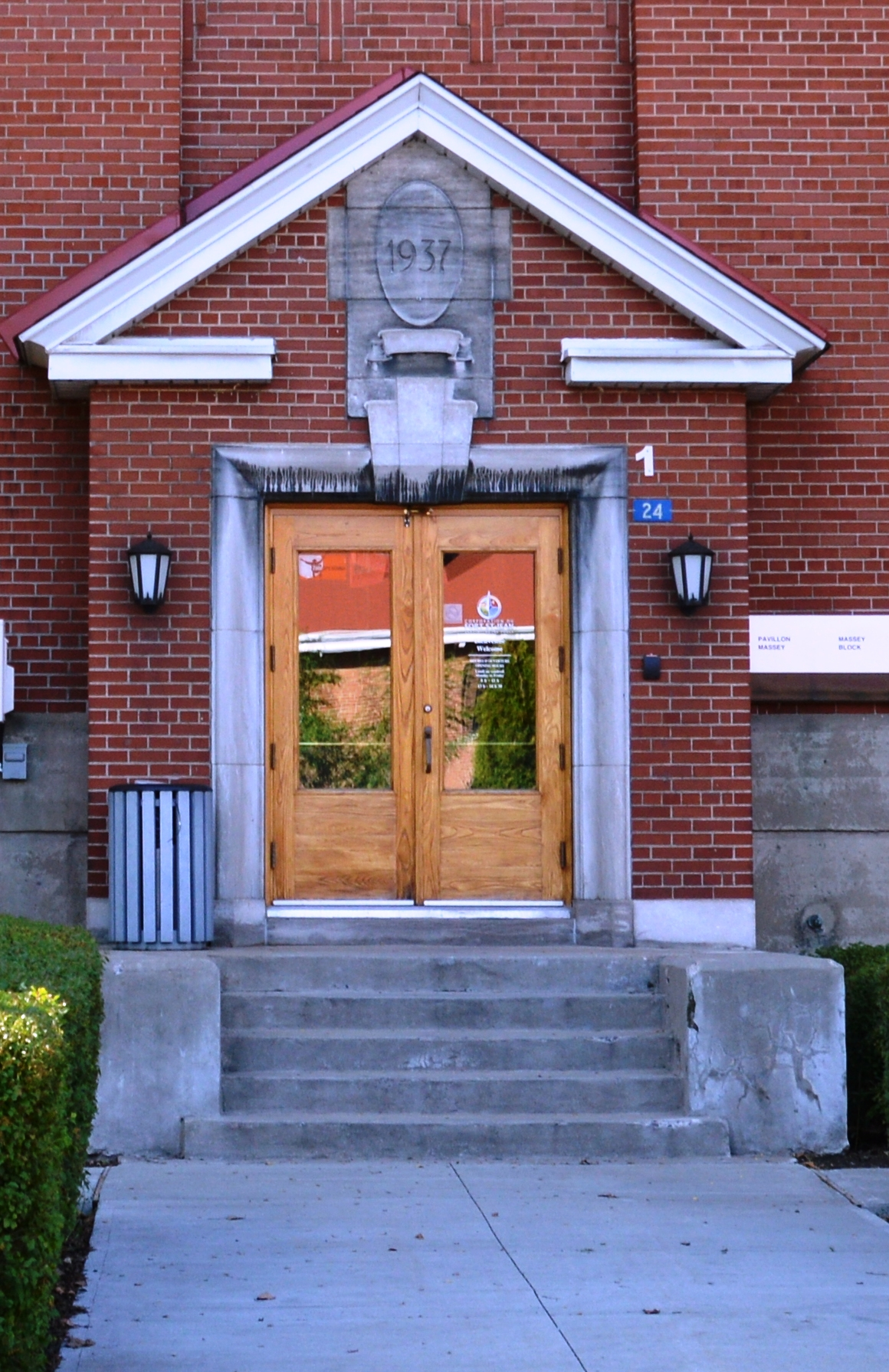
Colégio Militar Real de Saint-Jean, Canadá, centro de treinamento para recrutas a partir dos 16 anos e caracterizado por um "ambiente hostil e maus-tratos a muitas cadetes" (Revisão Arbour)

Em 2014, o ombudsman das Forças Armadas Canadenses descreveu o assédio sexual na instituição como "um enorme problema".
Em 2015, após alegações disseminadas de condutas sexuais inadequadas nas Forças Armadas, foi publicado um importante relatório oficial, a Revisão Externa sobre Conduta Sexual Indevida e Assédio Sexual nas Forças Armadas Canadenses (a Revisão Deschamps), que constatou que o assédio sexual era comum e estava enraizado na cultura militar, e que atitudes degradantes generalizadas contra mulheres e militares LGBTQ+ colocavam em risco sua segurança. A Revisão Deschamps também criticou as Forças Armadas por uma cultura de descaso; um entrevistado, por exemplo, afirmou: "As meninas que ingressam no Exército já sabem o que esperar." O relatório apontou que os Suboficials seniores frequentemente toleram o assédio sexual e desencorajam os afetados de registrar denúncias.
As Forças Armadas Canadenses realizaram, posteriormente, pesquisas importantes com o pessoal em 2016 e 2018. Em cada caso, as seguintes proporções de mulheres relataram ter sido pessoalmente alvos de comportamentos sexualizados ou discriminatórios nos 12 meses anteriores:
- 2016: 31%.
- 2018: 28%.

Em 2022, um novo importante relatório, a Revisão Arbour, concluiu que as mulheres das Forças Armadas Canadenses tinham maior probabilidade de serem agredidas por seus companheiros do que pelo inimigo.
Taxas mais elevadas de assédio foram identificadas em centros de treinamento militar. A taxa de assédio sexual de mulheres em academias militares no Canadá foi encontrada, em 2019, como aproximadamente o dobro (28%) da verificada em instituições civis (15%). Segundo a Revisão Arbour, esses centros são caracterizados por um "ambiente hostil e maus-tratos a muitas cadetes", incluindo o Collège militaire royal de Saint-Jean, que treina novos recrutas a partir dos 16 anos.
Um caso notório é o de Russell Williams, um coronel da Força Aérea Real Canadense, acusado de agressão sexual de duas mulheres em conexão com duas invasão domiciliars perto de Tweed, Ontário em setembro de 2009. Williams também foi responsabilizado pela morte da Cabo Marie-France Comeau, uma técnica de tráfego militar de 37 anos, encontrada morta em sua residência no final de novembro de 2009. Ele foi condenado em 2010 a duas penas consecutivas de prisão perpétua.

### França
A dimensão do assédio sexual nas Forças Armadas Francesas ganhou notoriedade em 2014, quando 35 casos de assédio e agressão foram detalhados em La Guerre Invisible, um livro de Leila Minano e Julia Pascual. Segundo o jornal Independent, as Forças Armadas não eram obrigadas a reportar incidentes ou a manter estatísticas, e um relatório oficial reconheceu que a conscientização sobre o problema havia sido institucionalmente suprimida.
Um estudo de 2021 constatou que 37% das mulheres e 18% dos homens, em uma amostra representativa da milícia francesa, haviam sofrido assédio sexual verbal ou físico nos 12 meses anteriores, e que 13% das mulheres e 4% dos homens foram agredidos sexualmente. As taxas de incidência de assédio e agressão sexual entre mulheres com menos de 25 anos foram particularmente elevadas, atingindo 41% e 21%, respectivamente. Além disso, 22% das mulheres de patente mais baixa, normalmente as que ingressaram recentemente, afirmaram ter sido agredidas sexualmente.

### Alemanha
Em 2014, as Forças Armadas Alemãs relataram que 55% das mulheres e 12% dos homens haviam sofrido assédio sexual ao longo de sua carreira, e que 3% das mulheres afirmaram ter sido agredidas sexualmente ou estupradas.

### Japão
Houve vários relatos de agressões sexuais nas Forças de Autodefesa do Japão (JSDF).

### Noruega
Em 2021, o Instituto de Pesquisa das Forças Armadas da Noruega constatou que 46% de todas as mulheres militares, 63% das mulheres com menos de 30 anos e 73% das novas recrutas haviam sofrido assédio sexual pelo menos uma vez nos 12 meses anteriores.

### Reino Unido

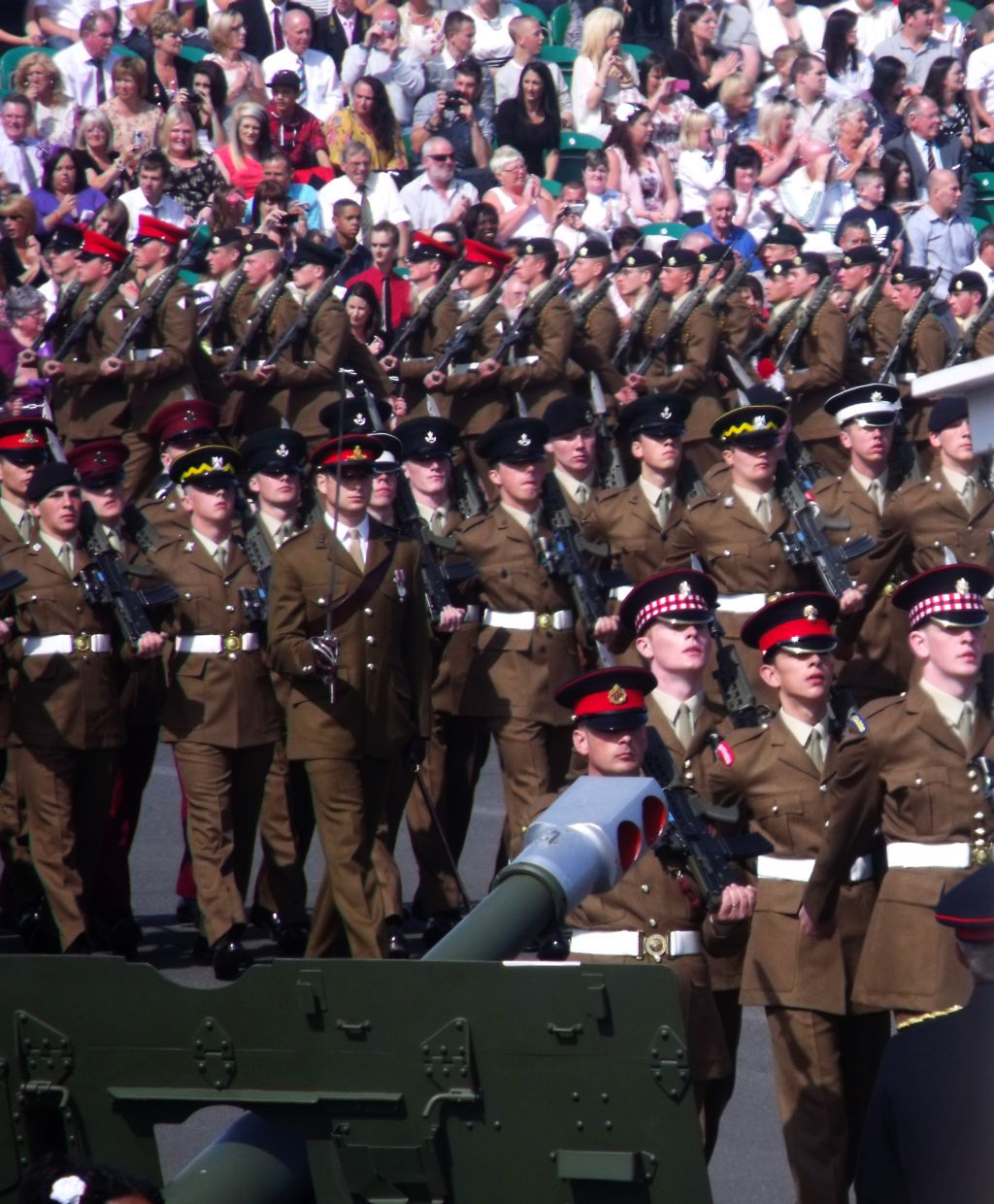
Colégio de Fundação do Exército, Harrogate – local onde 22 dos 37 delitos sexuais registrados contra meninas com menos de 18 anos nas Forças Armadas Britânicas ocorreram em 2021

#### Forças Armadas do Reino Unido
Após preocupações expressas em 2004 pela Comissão de Igualdade de Oportunidades do Reino Unido (atualmente a Comissão de Igualdade e Direitos Humanos) acerca do assédio sexual persistente nas Forças Armadas Britânicas, diversas pesquisas oficiais anônimas foram realizadas. A primeira, em 2006, constatou que uma cultura dominada por homens sexualizava as mulheres e diminuía sua competência militar. Entre os comentários feitos por militares do sexo masculino sobre suas colegas, destacaram-se: "Ok, há algumas exceções, mas, no geral, elas [as mulheres] não deveriam estar aqui"; "Elas são todas lésbicas ou putas"; e "São emocionalmente instáveis." O relatório constatou que 15% das mulheres tiveram uma experiência "particularmente perturbadora" de assédio sexual nos 12 meses anteriores, elevada para 20% no grupo etário mais jovem.
Desde 2009, pesquisas oficiais com a mesma pergunta constataram taxas crescentes de mulheres no exército relatando experiências particularmente perturbadoras, conforme segue:
- 2009: 8%[3]
- 2015: 13%[3]
- 2018: 15%[66]
- 2021: 35%[46]

Em 2021, a mesma pergunta aplicada às mulheres da Marinha Real e da Força Aérea Real apontou taxas de 43% e 35%, respectivamente.
Em 2021, 37 meninas com menos de 18 anos em todas as Forças Armadas Britânicas (de uma população total de 290 na época) foram vítimas de um delito sexual. Dentre elas, 22 eram novas recrutas no centro de treinamento para os recrutas mais jovens do exército (a partir dos 16 anos), no Colégio de Fundação do Exército; e três dos acusados nesses casos eram membros da equipe.

#### Organizações juvenis militares
Em 2017, um documentário da BBC Panorama encontrou múltiplos casos de abuso sexual de cadetes a partir dos 11 anos durante a década de 1980. O documentário relatou que as vítimas e seus pais foram desencorajados a formalizar denúncias ou a contatar a polícia. Em 2012 e 2013, o Ministério da Defesa do Reino Unido pagou £2 milhões para resolver as alegações extrajudicialmente. Entre 2012 e 2017, o MOD registrou mais 363 denúncias, das quais 282 foram encaminhadas à polícia.

### Estados Unidos

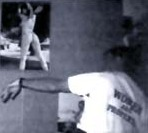
Foto de evidência da investigação oficial do escândalo Tailhook em 1991, mostrando um oficial da Marinha não identificado usando uma camiseta com "WOMEN ARE PROPERTY".

Desde 2014, pesquisas com militares dos EUA têm encontrado uma alta prevalência de assédio sexual. As seguintes taxas referem-se à proporção de mulheres que relataram ter sofrido assédio nos 12 meses anteriores.
- 2014: 21,5%
- 2016: 21,4%
- 2018: 24,2%

Nos mesmos anos, 5–6% das militares afirmaram ter sido agredidas sexualmente nos 12 meses anteriores; taxas nos centros de treinamento inicial foram substancialmente mais elevadas.
Em 2017, o Departamento de Defesa dos EUA relatou que aproximadamente 14.900 militares foram agredidos sexualmente em 2016, dos quais 6.172 registraram denúncia oficial. No mesmo ano, o Departamento constatou que uma mulher em serviço ativo que denunciou assédio sexual a um superior tinha 16% mais probabilidade de ser agredida sexualmente do que aquela que não denunciou, enquanto um homem que denunciou aumentava sua chance de sofrer agressão sexual posteriormente em 50%.

## Leituras adicionais
- Crowley, Kacy; Sandhoff, Michelle (2017). «Just a Girl in the Army». Armed Forces & Society. 43 (2): 221–237. doi:10.1177/0095327X16682045

### Pesquisas
- Forças Armadas Britânicas: Relatório Rutherford, 2006; Relatórios sobre assédio sexual no exército: 2015, 2018, 2021; David Gee, The First Ambush? Effects of military training and employment, 2017 Arquivado em 2019-07-12 no Wayback Machine.
- Forças Armadas Canadenses: Revisão Deschamps, 2016; Revisão Arbour, 2022.
- Forças Armadas Francesas: La Guerre Invisible, 2014
- Forças Armadas dos EUA: Departamento de Prevenção e Resposta a Agressões Sexuais do Departamento de Defesa dos EUA

### Depoimentos e reportagens recentes
- Rachel Thompson (Exército Britânico), 2017 [vídeo]
- Lara Whyte para o The Times: "Fui agredida sexualmente em uniforme. Não consigo superar isso", 2021.
- Lara Whyte para o The Times: "Crescimento dez vezes maior de estupros e agressões sexuais contra meninas nas Forças Armadas", 2021.
- Lara Whyte para o Vice World News: "Meninas adolescentes servindo no exército britânico relatam níveis recordes de agressão", 2022.